# المجلس العسكري الأعلى (تركيا)
المجلس العسكري الأعلى التركي (بالتركية: Yüksek Askerî Şûra)‏ هو لجنة في القوات المسلحة التركية. تجتمع سنويا لتحديد جدول أعمال الجيش. يرأس المجلس رئيس الوزراء، والقرارات نافذة بعد موافقة الرئيس التركي. أُعيدت هيكلته في عام 2018.

## أعضاء المجلس
يتكون المجلس من رئيس الوزراء، ونائب رئيس الوزراء، ووزراء الدفاع الوطني، والداخلية ،والخارجية، والعدل، وقادة الجيوش، والأدميرالات / الجنرالات. في الممارسة العامة، يتم تعيين قادة الجيوش ممن أكملوا خدمتهم لمدة عامين كعضو في المجلس العسكري.